# Tušev Dol
Tušev Dol je naselje v Občini Črnomelj. Naselje leži blizu Črnomlja.
V vasi se nahaja cerkev sv. Marije Magdalene.